# Daniel Petterssons gata
Daniel Petterssons gata ligger i stadsdelen (Norra-) Guldheden i Göteborg. Den fick sitt namn 1949 efter borgmästaren i Göteborg, Daniel Pettersson. Under mer än femtio år verkade han för stadens bästa. Gatan är numrerad 1-6. Den är cirka 200 meter lång och sträcker sig från Raketgatan åt nordväst, för att därefter även sluta i Raketgatan.
Samtliga lägenheter vid gatan ingår i bostadsrättsföreningen Brf Norra Guldheden Nr 1. Då den bildades 2004 med 454 lägenheter, var detta den största ombildningen från hyresrätt till bostadsrätt i Göteborg och en av de största i Sverige.
Bostadshusen är uppförda 1945-47 i sandfärgat tegel i tre våningsplan med sadeltak.
Vid Daniel Petterssons gata 6 ligger festlokalen Guldhedsgården sedan 60 år.

## Fastighetsbeteckningar och kvarter
- (1A) Guldheden 3:1/kvarteret 3 Sandliljan
- (1B) Guldheden 3:1/kvarteret 3 Sandliljan
- (2A) Guldheden 6:2/kvarteret 6 Sipprankan
- (2B) Guldheden 6:2/kvarteret 6 Sipprankan
- (3A) Guldheden 3:1/kvarteret 3 Sandliljan
- (3B) Guldheden 3:1/kvarteret 3 Sandliljan
- (4A) Guldheden 6:2/kvarteret 6 Sipprankan
- (4B) Guldheden 6:2/kvarteret 6 Sipprankan
- (5) Guldheden 3:1/kvarteret 3 Sandliljan
- (6) Guldheden 11:5/kvarteret 11 Strandfacklan